# 内河码头 (旧金山)

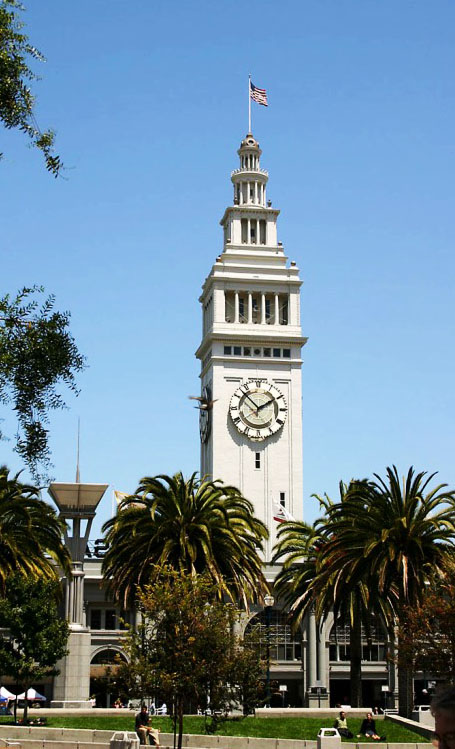
内河码头路与市场街交汇处的渡轮大厦

内河码头（英語：The Embarcadero），或音譯為安巴卡德洛，同時指美国旧金山湾西岸、位於舊金山市東側的水岸及海滨道路。
内河码头开始于AT&T球场附近的第二街（2nd Street）和国王街（King Street）路口，向北经过旧金山-奥克兰海湾大桥。哈里森街（Harrison Street）和百老汇（Broadway）之间的海滨人行道在1997年当地著名专栏作家卡昂去世后，被命名为卡昂之路（Herb Caen Way ...）。然后继续向北，经过市场街路口的渡轮大厦、渔人码头和39码头，最后结束于45码头。佛森街（Folsom Street）和 Drumm Street 之间的一段曾经称为东街。
灣區捷運和舊金山輕軌在附近的市場街下設有同名地鐵站。
37°48′N 122°24′W / 37.8°N 122.4°W